# 那珂號輕巡洋艦
那珂（なか）是大日本帝國海軍的輕巡洋艦。川內型輕巡洋艦3號艦。其命名取自流經栃木縣和茨城縣的那珂川，在茨城縣大洗町的磯前神社裡建有「軍艦那珂忠魂碑」。

## 艦歷
- 1922年6月10日，原先預定作為川內型二號艦的那珂在橫濱船渠動工，隔年日本發生關東大地震，受到地震引起的火災影響，那珂的艦體與龍骨受到嚴重的損傷，因而一度解體，之後在同型艦神通竣工後才以川內型三號艦的身分重新動工。完工後的那珂，艦首形狀由原先預定的湯匙狀艦首改為雙飛剪式（Double Clipper）艦首。
- 1927年8月24日，大日本帝國海軍在島根縣美保關海域進行夜間無燈火演習時，輕巡神通和驅逐艦蕨相撞，造成神通艦首大破，蕨當場沉沒；那珂為了迴避而與驅逐艦葦相撞，造成兩艦大破（關於此次事件請見美保關事件），之後那珂被拖曳回舞鶴維修。
- 1934年6月29日，第二水雷戰隊在濟州島附近演習時發生驅逐艦電與深雪相撞的事故，此次事件造成電小破，而深雪在被那珂拖曳的過程中沉沒（關於此次事件請見友鶴事件）。

## 歷代艦長

### 艤裝員長
1. 井上肇治 大佐：1925年4月15日 -

### 艦長
1. 井上肇治 大佐：1925年11月30日 -
2. 中村龟三郎 大佐：1926年12月1日 -
3. 三户基介 大佐：1927年4月5日 -
4. 毛内効 大佐：1927年11月1日 -
5. 伴次郎 大佐：1928年12月10日 -
6. 南雲忠一 大佐：1929年11月30日 -
7. 山田定男 大佐：1930年12月1日 -
8. 山本弘毅 大佐：1931年12月1日 -
9. 園田滋 大佐：1932年12月1日 -
10. 後藤英次 大佐：1933年11月15日 -
11. 阿部嘉輔 大佐：1934年11月15日 -
12. 醍醐忠重 大佐：1935年5月25日 -
13. 五藤存知 大佐：1935年11月15日 -
14. 阿部孝壮 大佐：1936年12月1日 -
15. 中邑元司 大佐：1937年8月2日 -
16. 河野千万城 大佐：1937年12月1日 -
17. （兼）宮里秀德 大佐：1938年11月15日 -
18. 高間完 大佐：1938年12月15日 -
19. 秋山輝男 大佐：1939年11月15日 -
20. 伊集院松治 大佐：1940年10月15日 -
21. 田原吉興 大佐：1941年8月11日 -
22. 中里隆治 大佐：1942年7月10日 -
23. 高木伴治郎 大佐：1942年10月1日 -
24. 今和泉喜次郎 大佐：1943年3月25日 -
25. 末泽慶政 大佐：1944年1月7日 -

## 關聯項目
- 大日本帝國海軍艦艇一覽